# Super Fly (trilha sonora)

Capa do álbum.

Super Fly é uma trilha sonora de Curtis Mayfield, lançado em 1972. Este álbum está na lista dos 200 álbuns definitivos no Rock and Roll Hall of Fame.